# NGC 2002
NGC 2002 (còn được gọi là ESO 86-SC3) là một cụm sao mở nằm trong chòm sao Kiếm Ngư và là một phần của Đám mây Magellan Lớn. Nó được phát hiện vào ngày 24 tháng 9 năm 1826 bởi James Dunlop. Cấp sao biểu kiến của nó là 10,1 và kích thước của nó là 2,0 vòng cung phút.